# Benedictus Petri Blome
Benedictus Petri Blome, född 1563 i Norrköping, Östergötland, död 1625 i Norrköping, Östergötland, var en svensk präst.

## Biografi
Benedictus Petri Blome föddes 1563 i Norrköping. Han prästvigdes 1592 och blev 1594 kyrkoherde i Näsby församling. Blome blev 1704 kyrkoherde i Björsäters församling, men avsattes 1618. Han bodde därefter på Sätra i Björsäters socken. Biskopen och domkapitlet kallades 23 februari 1621 på drottning Christinas begäran till Kungsgården i Linköping, till lagman Lindorm Ribbing, med anledning av att Christina tyckte att Benedictus Petri Blome borde åter trädda i prästämbetet. Blome drunknade 1625 i Motala ström vid Norrköping.

### Familj
Blome gifte sig 1604 med Christina Andersdotter (död 1625). Hon var änka efter kyrkoherden Andreas Laurentii i Björsäters församling.